# Стратегічний альянс
Стратегі́чний алья́нс (англ. Strategic alliance) — співробітництво між компаніями, яке характеризується погодженим управлінням, загальними вигодами і створенням нової цінності для обох (усіх) партнерів.
До цілей стратегічних альянсів відносяться:
- зниження ризику;
- економія на розширенні масштабів виробництва;
- обмін передовими технологіями;
- усунення або зменшення конкуренції;
- подолання державних торгових та інвестиційних бар'єрів при виході на перспективні зарубіжні ринки.